# Il trionfo di Dori
Il trionfo di Dori ist eine Zusammenstellung von 29 Madrigalen aus dem spätem 16. Jahrhundert, die von 29 italienischen Komponisten komponiert wurden. Die Veröffentlichung geht auf eine Idee des venezianischen Adligen Leonardo Sanudo zurück. Die Sammlung erschien zuerst 1592 bei Angelo Gardano in Venedig und wurde 1601 bei Pieter Phalesio (dem Sohn von Pierre Phalèse) in Antwerpen neu aufgelegt.
Die Sammlung bietet ein einzigartiges Panorama der Gattung Madrigal im späten 16. Jahrhundert. Sie enthält Stücke von einigen der bekanntesten Komponisten dieser Zeit: Giovanni Pierluigi da Palestrina, Alessandro Striggio, Luca Marenzio, Giovanni Gabrieli und mehreren anderen berühmten Komponisten der Blütezeit der Madrigalkunst in Italien.

## Geschichte
Leonardo Sanudo gab zunächst 29 Gedichte in Auftrag, die jeweils von einem anderen Dichter stammten und mit der Zeile „Viva la bella Dori“  enden sollten, wobei Dori eine Meeresnymphe ist, die für seine geliebte Frau Elisabetta steht. Dann wurden 29 Komponisten, die berühmtesten der damaligen Zeit, beauftragt, die Musik zu diesen Texten zu komponieren.

## Einfluss
Nach dem Vorbild von Il trionfo di Dori entwarf der englische Komponist Thomas Morley 1601 mit seinem Buch von englischen Madrigalen mit dem Titel The Triumphs of Oriana eine Hommage an Königin Elisabeth, indem er einen Band mit 24 Madrigalen von ebenso vielen Komponisten zusammenstellte, jedes Stück hatte den gleichen Refrain: „Then sang the nymphs and shepherds of Diana: Long live the fair Oriana.“ (‚Dann sangen die Nymphen und Hirten der Diana: Es lebe die schöne Oriana.‘).
Ein Jahrzehnt später erschien auf der Basis des italienischen Originals die von dem deutschen Komponisten, Lehrer und Kantor
Johann Lyttich (ca. 1581–1611) zusammengestellte und wohl postum herausgegebene deutsche Sammlung unter dem Titel Musikalische Streitkränzlein (Nürnberg, 1612), die die originalen italienischen Melodien nun mit neuen deutschen Texten unterlegte, die alle mit „Meine Schön ist die Beste“ endeten.
Wohl angeregt durch Lyttichs Edition gab auch Martin Rinckart 1619 eine Fassung mit eigenen deutschen, diesmal allerdings geistlichen Nachdichtungen unter dem Titel Triumphi de Dorothea heraus.

## Inhalt
| N. | Titel                                 | Komponist                        | Dichter                      |
| -- | ------------------------------------- | -------------------------------- | ---------------------------- |
| 1  | Un giorno a Pale sacro                | Ippolito Baccusi                 | Mauritio Moro                |
| 2  | Dove sorge piacevole                  | Ippolito Sabino                  | Francesco Bozza Cavalier     |
| 3  | Hor ch’ogni vento tace                | Orazio Vecchi                    | Giovanni Battista Zuccarini  |
| 4  | Se cantano gl’augelli                 | Giovanni Gabrieli                | Orazio Guargante             |
| 5  | Ninfe a danzar venite                 | Alfonso Preti                    | Vitaliano Giscaferio         |
| 6  | Leggiadre ninfe e pastorelli amanti   | Luca Marenzio                    | Lorenzo Guicciardi           |
| 7  | Vaghe ninfe selvagge                  | Giovanni de Macque               | Erasmo di Valvasone          |
| 8  | All’apparir di Dori anzi del sole     | Oratio Colombani                 | Giorgio Muscorno             |
| 9  | Giunta qui Dori e patorelli amanti    | Giovanni Cavaccio                | Giacomo Semprevivo           |
| 10 | Nel tempo che ritorna                 | Annibale Stabile                 | Leandro San Vido             |
| 11 | All’ombra d’un bel faggio             | Paolo Bozzi                      | Bartolomeo Roncaglia         |
| 12 | Su le fiorite sponde                  | Tiburtio Massaino                | Francesco Lazaroni           |
| 13 | In una verde piaggia                  | Giammateo Asola                  | Andrea Litegato              |
| 14 | Smeraldi eran le rive il fium’argento | Giulio Eremita                   | Lodovico Galeazzi            |
| 15 | Lungo le chiare linfe                 | Philippe de Monte                | Sebastiano Pizzacomino       |
| 16 | Ove tra l’herbe e i fiori             | Giovanni Croce                   | Giacomo Belloni              |
| 17 | Quando lieta vezzosa                  | Pietro Andrea Bonini             | Francesco Corazzini          |
| 18 | Eran Ninfe e Pastori                  | Alessandro Striggio              | Mutio Manfredi               |
| 19 | Piu trasparente velo                  | Giovanni Florio                  | Giulio Benalio               |
| 20 | Di pastorali accenti                  | Leone Leoni                      | Maddalena Campiglia          |
| 21 | Sotto l’ombroso speco                 | Felice Anerio                    | Martiale di Catanzaro        |
| 22 | L’inargentato lido                    | Gasparo Zerto                    | Cesare Acelli                |
| 23 | Quand’apparisti o vag’o amata Dori    | Ruggiero Giovanelli              | Giovanni Domenico Alessandri |
| 24 | Mentr’a quest’ombr’intorno            | Gasparo Costa                    | Claudio Forzate              |
| 25 | Dori a quest’ombre e l’aura           | Lelio Bertani                    | Camillo Camilli              |
| 26 | Mentre pastori e ninfe                | Lodovico Balbi                   | Martino Palma                |
| 27 | Al mormorar dei liquidi cristalli     | Giovanni Gastoldi                | Pietro Malombra              |
| 28 | Da lo spuntar de matutini albori      | Costanzo Porta                   | Pietro Cresci                |
| 29 | Quando dal terzo cielo                | Giovanni Pierluigi da Palestrina | Cortese Cortesi              |

## Einspielungen
- Il trionfo di Dori – Gruppo Vocale Àrsi & Tèsi, Dir. Tony Corradini, Tactus: TC 590003. 2014 (Übersicht)
- Il trionfo di Dori – The King’s Singers, Signum Classics: SIGCD414 2015